# Windows Media Video
 (septembre 2009).
Si vous disposez d'ouvrages ou d'articles de référence ou si vous connaissez des sites web de qualité traitant du thème abordé ici, merci de compléter l'article en donnant les références utiles à sa vérifiabilité et en les liant à la section « Notes et références ».
Windows Media Video (WMV) est une famille de codecs vidéo propriétaires développé par Microsoft. Sur Internet, il était fréquent de rencontrer ce type de fichiers vidéo, que ce soit en téléchargement ou en streaming.
Comme la plupart des codecs vidéo propriétaires, cette famille s'est d'abord appuyée sur des technologies issues de normes internationales (ISO/IEC MPEG, ITU-T H.26x).[réf. souhaitée]
Microsoft, désirant faire entrer ses codecs propriétaires dans la plupart des produits grand public (téléphones, lecteurs DVD, décodeurs TV) autres que les ordinateurs, a tenté d'introduire leur version 9 (WMV9) dans des consortiums industriels (3GPP, DVB, ATSC, DVD-Forum, Blu-ray).[réf. souhaitée]
Étant d'une part en concurrence avec la norme MPEG-4 AVC/H.264, qui a été développée conjointement par des chercheurs de compagnies et d'universités du monde entier, et dont les résultats en matière d'efficacité de codage ont été démontrés de manière indépendante, et d'autre part étant obligé, par les consortiums industriels, de présenter un codec nécessairement standardisé, Microsoft a soumis le codec WMV9 à la SMPTE (Society of Motion Picture and Television Engineers) pour le standardiser sous le nom de VC-1. En 2005, le codec VC-1 devenait stable et se dirigeait vers le statut de standard international.[réf. souhaitée]
Préalablement à cela, 3GPP n'avait pas inclus le codec VC-1 pour l'échange de vidéos sur mobile (streaming, vidéo-conférence, téléchargement).[réf. souhaitée]
Les consortiums DVD-Forum et Blu-ray avaient déjà retenu VC-1 (au même titre que MPEG-2 et MPEG-4 AVC/H.264) dans leur spécification avant même qu'il ne soit standardisé. Cela signifie que les lecteurs DVD en Haute Définition peuvent lire des films au format VC-1.[réf. souhaitée]
Pour la diffusion de la télévision, DVB est en train d'étudier, d'abord commercialement, s'il est utile d'inclure VC-1 alors que MPEG-4 AVC/H.264 semble meilleur techniquement et qu'il sera déployé avant.[réf. souhaitée]
Un des effets pervers de l'ouverture par Microsoft des spécifications de son codec, est que les autres compagnies du domaine ont pu se rendre compte que Microsoft avait bel et bien pillé les brevets de standards existants comme MPEG-2 et MPEG-4 AVC/H.264[réf. souhaitée]. Face à la pression exercée par les détenteurs de brevets, Microsoft a dû demander à MPEG-LA d'ouvrir un programme de licences. En janvier 2006, aucun accord n'était encore trouvé et les conditions de licence de VC-1 restent inconnues.

## Codecs
- Windows Media Video v7 (FourCC: WMV1)
- Windows Media Screen v7 (FourCC: MSS1) - Optimisé pour des captures d'écran de basse qualité
- Windows Media Video v8 (FourCC: WMV2)
- Windows Media Video 9 (FourCC: WMV3)
- Windows Media Video 9 Screen (FourCC: MSS2)
- Windows Media Video 9 Advanced Profile (FourCC: WVC1)
- Windows Media Video 9 Image
- Windows Media Video 9.1 Image
- → et probablement d'autres (voir VC-1)